# Leedey
Leedey est une localité du comté de Dewey, située en Oklahoma dans le Sud-Central des États-Unis. La population est de 415 habitants en 2020.

## Démographie
Selon le recensement de 2020, la population de Leedey est de 415 habitants.

## Histoire
La ville doit son nom à Amos Leedey, l'un des premiers colons . Le bureau de poste ouvre le 6 janvier 1900, avec Amos Leedey comme premier maître de poste. 
Leedey devient une ville ferroviaire lorsque la compagnie Wichita Falls and Northwestern Railway (qui fera plus tard partie de la Missouri, Kansas et Texas Railroad) termine une ligne reliant la localité à Elk City en 1911 et la ville est incorporée la même année. Le pétrole et l'agriculture contribuent alors à la croissance de la ville.
Le 31 mai 1947, Leedey est frappée par une tornade de force 5. La tornade fait 7 morts et endommage sérieusement la ville.